# Divadlo Tramtarie
Divadlo Tramtarie je nezávislé profesionální divadlo, které zahájilo svoji existenci v roce 2004. Od roku 2006 sídlí ve Slovanském domě v centru Olomouce. Ve vlastní produkci uvádí čtyři divadelní premiéry za sezónu pro dospělé i pro děti, inscenace jsou pravidelně každý měsíc reprízované, v průměru dosahují 40 repríz. Uvádí zhruba patnáct představení za měsíc ve svém prostoru a dalších 5 zájezdů měsíčně po celé republice i zahraničí. Za dobu své existence si Divadlo Tramtarie vytvořilo stabilní pozici v kulturním prostředí města Olomouce i celého regionu, zajišťuje pravidelnou kulturní produkci pro širokou veřejnost. Uměleckým šéfem divadla je Vladislav Kracík, ředitelkou Petra Němečková.

## Historie
Divadlo bylo založeno v září roku 2004, motivací pro vznik této komorní scény bylo vytvořit alternativu k Moravskému divadlu Olomouc, podobně jako se o to snažil David Drábek a jeho Studio Hořící žirafy (1994–2003).
Soubor Divadla Tramtarie nejprve sídlil v bývalém „Hořícím domě“ v Olomouci-Hodolanech. V sezóně 2005–2006 pak působil jako stálý host v Divadle hudby. V září 2006 Tramtarie získala vlastní prostory v olomouckém Slovanském domě, kde působí do dnešních dnů.

## Dramaturgické linie
Dramaturgie divadla se zaměřuje na aktuální témata, která divákovi předkládá srozumitelným divadelním jazykem. Vychází ze tří hlavních dramaturgických linií:
1. Adaptace tuzemských i světových děl (např. F. S. Fitzgerald: Velký Gatsby, D. Keyes: Růže pro Algernon; dříve: K. Čapek: Válka s Mloky a R.U.R., L. N. Tolstoj: Anna Karenina atd.)
2. Autorská tvorba (V. Kracík: Poslední noc s Claudií, Š. Peták: Prostři mě!, F. Nuckolls: Divoké historky, V. Kracík: Po stopách něžného	muže; dříve: V. Kracík: I na Batmana občas padne smutek atd.)
3. Pohádky (O pračlovíčkovi, O popleteném kouzelníkovi, Terezka a kouzelné autíčko atd.)

V současné době uvádí Divadlo Tramtarie 12 inscenací a 6 pohádek. Ve spolupráci s Moravským divadlem Olomouc se také podílí na představeních v žánru stand-up comedy pod názvem Herci na ležáka. Kontinuálně a koncepčně se věnuje mladé a střední generaci, zaměřuje se na prvodiváka, u kterého buduje pozitivní vztah ke scénickému umění a kultuře.
Ve spolupráci s Olomouckým krajem a Policií ČR vznikla na podzim 2019 komentovaná inscenace Víš, kdo volá?, osvětový projekt zaměřený na prevenci u seniorů.

## Repertoár

### Inscenace
- J. A. Trnka: Kabaret nahatý Shakespeare (premiéra 19.9.2015)
- V. Kracík: Růže pro Algernon (premiéra 18.11.2015)
- V. Kracík: Děkujeme, že zde kouříte (9.5.2016)
- V. Kracík: Po stopách něžného muže (premiéra 7.3.2018)
- J. A. Trnka: Sex zadarmo nedostaneš (premiéra 20.9.2017)
- F. Nuckolls: Divoké historky (premiéra 15.12.2017)
- V. Kracík: Velký Gatsby (premiéra 8.4.2018)
- H. Mikolášková: Prostři mě! (premiéra 9.1.2019)
- V. Kracík: Na Větrné hůrce (premiéra 14.3.2019)
- P. Mančal: Boj o přežití: P.E.S.CH.O! (premiéra 8.5.2019)
- V. Kracík: Poslední noc s Claudií (premiéra 1.10.2019)
- P. Gejguš: Cílová rovinka Nikiho Laudy (premiéra 5.12.2019)

### Pohádky
- O pračlovíčkovi (21.3.2010)
- Pohádky o mašinkách (premiéra 6.11.2010)
- Hugo z hor (premiéra 28.9.2014)
- Terezka a kouzelné autíčko (premiéra 9.10.2016)
- Princ Bajaja (premiéra 8.10.2017)
- O popleteném kouzelníkovi (premiéra 7.9.2018)

## Herci
Divadlo Tramtarie má stálý herecký soubor, který doplňuje hostujícími herci.

### Herecký soubor
- Barbora Šebestíková
- Tereza Toth Čápová
- Petra Konev Čiháková
- Dominika Hrazdílková
- Václav Stojan
- Vít Pištěcký
- Marek Zahradníček
- Miroslav Černý

### Hostující herci
- Jana Posníková
- Jana Drgová
- Vendula Nováková
- Veronika Löflerová
- Bořek Joura
- Martin Dědoch
- Martin Tlapák
- Vojtěch Johaník
- Jan Ťoupalík
- Marek Pešl
- Kryštof Kotek

## Režiséři
- Vladislav Kracík
- Filip Nuckolls
- Hana Mikolášková
- Pavel Gejguš
- Petr Mančal
- Hana Marvanová
- Jiří Antonín Trnka

## Scénografové
- Jan C. Löbl
- David Janošek
- Hynek Petrželka
- Adéla Szturc
- Markéta Rosendorfová

## Ocenění
V červnu 2016 divadlo obdrželo Cenu města Olomouce za počin roku 2015, a to za vydání Almanachu k 10. výročí založení divadla Tramtarie a nastudování inscenací Kabaret nahatý Shakespeare a Růže pro Algernon.